# Richard Wirth (Schauspieler)
Ernst Clemens Richard Wirth (* 19. Dezember 1857 in Bernburg; † 13. Dezember 1938 in Berlin) war ein deutsch-US-amerikanischer Schauspieler und Hörspielsprecher.

## Leben und Wirken

### Die frühen Jahre
Der Sohn des Schweizer Schauspielers Georg Egli und dessen aus Westpreußen stammender deutschen Gattin Elvira, geborene Wirth, einer Schauspielerin und Sängerin, beabsichtigte als 18-Jähriger, die Laufbahn eines Proviantmeisters auf einem Dampfer einzuschlagen, ehe er nach dem Besuch einer Vorstellung von Friedrich Schillers Die Räuber sich für die Schauspielerei entschied. Richard Wirth ließ sich von Karl Arnau ausbilden und gab seinen Einstand 1878 in Harburg (heute ein Stadtteil Hamburgs) mit dem Part des Hans Walden in dem Stück Durch die Intendanz. Es folgten Wanderjahre, die ihn nach Hamburg, Moskau (1883 bis 1885) und schließlich auch erstmals nach Berlin an das Deutsche Theater der Vor-Max-Reinhardt-Ära (1885 bis 1891) führten.
Anschließend begab sich Wirth auf eine Gastspielreise in die Vereinigten Staaten, wo er bis 1894 an den deutschsprachigen Bühnen von San Francisco und Milwaukee wirkte. Wieder daheim in Deutschland, folgte Wirth 1895 einer Einladung an das Theater im steirischen Graz, trat eine Spielzeit (1897/98) lang am Münchner Schauspielhaus auf und wirkte anschließend, nach einem kurzen Abstecher nach Prag (Deutsches Volkstheater, 1898), bis zum Ausklang des 19. Jahrhunderts an Wiens Raimundtheater. In diesen frühen Jahren schuf sich Richard Wirth einen Ruf im Rollenfach des (anfänglich jugendlichen) Helden in klassischen Stücken. So sah man Wirth unter anderem als Karl Moor, als Meister von Palmyra sowie als Othello und als König Lear in den gleichnamigen Shakespeare-Dramen. Man pries sein kräftiges Organ, eine schöne Ausdrucksweise sowie eine klare Deklamation. Eisenberg resümierte: „Er posiert nicht, trachtet Originelles zu bieten und sucht das Seelische seiner Gestalten wirkungsvoll zum Ausdruck zu bringen“.

### Spätere Theaterjahre und Ausflüge zum Stummfilm
Wieder zurück in Deutschland folgten mit Beginn des 20. Jahrhunderts als nächste Bühnenstationen Düsseldorf und Breslau aber auch solche in Philadelphia und St. Louis (beides USA, von 1902 bis 1904). Danach ging Wirth erneut nach Graz und ebenfalls ein weiteres Mal nach St. Louis (wo er 1905 die US-amerikanische Staatsbürgerschaft annahm). 1906 entschloss sich Wirth, sich in Berlin niederzulassen und trat in diesem Jahr ein Festengagement am Schiller-Theater (Wallner-Theater) an. Dieser Spielstätte hielt er bis in die 1920er Jahre hinein die Treue. In jene Zeit fallen auch Wirths sporadische Abstecher zum Film, beginnend mit künstlerisch bedeutungslosen Auftritten kurz nach Ausbruch des Ersten Weltkriegs in zwei patriotischen Stoffen (Im Schützengraben, Goldene Herzen in eiserner Zeit). Wirth blieb stets zuvörderst ein Mann des Theaters, dem er auch noch im hohen Alter die Treue hielt. Er ließ Ende der 1920er Jahre seine Karriere am kleinen Englischen Theater der deutschen Hauptstadt ausklingen, danach ging er in den Ruhestand.
In seinen letzten Lebensjahren wurde der alternde und bedürftige Künstler von der Goebbels-Stiftung Künstlerdank finanziell unterstützt. Richard Wirth, seit 1909 verheiratet mit der Berufskollegin Maria Irene Kirvay, starb, von der Branche weitgehend vergessen, sechs Tage vor seinem 81. Geburtstag im Berliner Westend-Krankenhaus.

## Filmografie
- 1914: Im Schützengraben
- 1914: Goldene Herzen in eiserner Zeit
- 1918: Der Liebe Hass
- 1918: Der Rubin-Salamander
- 1926: Falsche Scham

## Hörspiele (Auswahl)
- 1925: Oskar Blumenthal, Gustav Kadelburg: Im weißen Rößl. Lustspiel in drei Aufzügen (Walter Hinzelmann, Privatgelehrter) – Regie: Alfred Braun (Sendespiel (Hörspielbearbeitung) – Funk-Stunde Berlin)
- 1926: Franz Grillparzer: Weh dem, der lügt! – Regie: Alfred Braun (Sendespiel (Hörspielbearbeitung) – Funk-Stunde Berlin)
- 1926: Georg Kaiser: Das Drama der letzten 30 Jahre: Von morgens bis mitternachts – Regie: Alfred Braun (Sendespiel (Hörspielbearbeitung) – Funk-Stunde Berlin)
- 1926: Christian Weise: Das deutsche Lustspiel bis Lessing: Tobias und die Schwalbe. Schulkomödie – Regie: Alfred Braun (Sendespiel (Hörspielbearbeitung) – Funk-Stunde Berlin)

Quelle: ARD-Hörspieldatenbank